# دهستان حومه (بهبهان)
دهستان حومه نام دهستانی در بخش مرکزی شهرستان بهبهان، استان خوزستان در ایران است. براساس سرشماری مرکز آمار ایران در سال ۱۳۸۵، جمعیت آن ۱۶۹۶۹ نفر (۳۵۲۱ خانوار) بوده‌است.